# Grammostola grossa
Espèce
Synonymes
- Lasiocnemus grossus Ausserer, 1871

Grammostola grossa est une espèce d'araignées mygalomorphes de la famille des Theraphosidae.

## Distribution
Cette espèce se rencontre au Brésil, au Paraguay, en Uruguay et en Argentine.
Elle se rencontre en abondance dans la zone de peuplement des Guaranis, d’où son nom anglais Guarani giant tarantula.
Les modifications de l'environnement effectuées par l'homme pour l'élevage, l'agriculture et l'exploitation forestière ont permis à cette espèce d'étendre son aire de répartition.

## Habitat
Grammostola grossa est une mygale terrestre. Elle se cache sous des racines, des morceaux d'écorce, des pierres ou des feuilles mortes. On la trouve dans les pâturages et en lisière de forêts.

## Description
Cette espèce atteint une longueur de 8 cm, c'est l'une des plus grandes représentantes des mygales. Elle a une couleur de fond noir-brun et des poils bruns. Comme toutes les espèces du genre Grammostola, elle possède un poil urticant bien visible sur l'abdomen (Opisthosome) ; elle fait donc partie des araignées dites "bombardières", qui peuvent se défendre avec des poils urticants. Les femelles peuvent vivre jusqu'à 25 ans.
Durant les mois les plus froids, pendant la mue et les soins au couvain, elle se retire dans son terrier, qu'elle tapisse de soie.

## En captivité
Cette espèce se rencontre en terrariophilie, ou elle est nommée par erreur Grammostola pulchripes ou Grammostola mollicoma.

## Systématique et taxinomie
Cette espèce a été décrite sous le protonyme Lasiocnemus grossus par Ausserer en 1871. Le nom Lasiocnemus Ausserer, 1871 étant préoccupé par Lasiocnemus Loew, 1851, il est remplacé par Lasiopelma par Simon en 1892. Elle est placée dans le genre Tapinauchenius par Raven en 1985 puis dans le genre Grammostola par Schmidt en 1994.
Eurypelma pulchripes, placée en synonymie par Schmidt en 1994, a été placée en synonymie avec Grammostola mollicoma par Pérez-Miles, Lucas, Silva et Bertani en 1996 puis relevée de synonymie par Gabriel en 2009.

## Publication originale
- Ausserer, 1871 : « Beiträge zur Kenntniss der Arachniden-Familie der Territelariae Thorell (Mygalidae Autor). » Verhandllungen der Kaiserlich-Kongiglichen Zoologish-Botanischen Gesellschaft in Wien, vol. 21, p. 117-224 (texte intégral).